# Broadview Park
Broadview Park és una concentració de població designada pel cens dels Estats Units a l'estat de Florida. Segons el cens del 2000 tenia 6.798 habitants.

## Demografia
Segons el cens del 2000, Broadview Park tenia 6.798 habitants, 2.122 habitatges, i 1.606 famílies. La densitat de població era de 2.678,3 habitants per km².
Dels 2.122 habitatges en un 41,6% hi vivien nens de menys de 18 anys, en un 50,5% hi vivien parelles casades, en un 17,6% dones solteres, i en un 24,3% no eren unitats familiars. En el 17% dels habitatges hi vivien persones soles el 4,5% de les quals corresponia a persones de 65 anys o més que vivien soles. El nombre mitjà de persones vivint en cada habitatge era de 3,17 i el nombre mitjà de persones que vivien en cada família era de 3,52.
Per edats la població es repartia de la següent manera: un 29,8% tenia menys de 18 anys, un 10,2% entre 18 i 24, un 33,6% entre 25 i 44, un 18,8% de 45 a 60 i un 7,6% 65 anys o més.
L'edat mediana era de 31 anys. Per cada 100 dones de 18 o més anys hi havia 105,8 homes.
La renda mediana per habitatge era de 38.125 $ i la renda mediana per família de 39.176 $. Els homes tenien una renda mediana de 27.473 $ mentre que les dones 22.296 $. La renda per capita de la població era de 14.591 $. Entorn del 13,6% de les famílies i el 14,8% de la població estaven per davall del llindar de pobresa.

## Poblacions més properes
El següent diagrama mostra les poblacions més properes.